# Prados (Celorico da Beira)
Prados es una freguesia portuguesa situada en el municipio de Celorico da Beira. Según el censo de 2021, tiene una población de 146 habitantes.